# Saison 3 de Titans
 (août 2021).
Si vous disposez d'ouvrages ou d'articles de référence ou si vous connaissez des sites web de qualité traitant du thème abordé ici, merci de compléter l'article en donnant les références utiles à sa vérifiabilité et en les liant à la section « Notes et références ».
Chronologie
Saison 2
La troisième saison de Titans (Titans), série télévisée américaine, est constituée de treize épisodes et diffusée du 12 août 2021 au 21 octobre 2021 sur HBO Max, aux États-Unis.

## Synopsis
Après la mort de Jason Todd, les Titans quittent San Francisco et débarquent à Gotham City, qui a récemment été abandonnée par Batman. Désormais, c'est à eux de veiller sur la ville du Chevalier Noir, qui est devenue le terrain de chasse d'un mystérieux homme masqué qui se fait appeler Red Hood. Dick Grayson se tournera vers Barbara Gordon, une vieille amie devenue commissaire de police, pour obtenir de l'aide, mais aussi vers Jonathan Crane, incarcéré à l'Asile d'Arkham.

## Distribution

### Acteurs principaux
- Brenton Thwaites : Dick Grayson / Nightwing
- Teagan Croft : Rachel Roth / Raven (épisodes 9 à 13)
- Anna Diop : Kory Anders / Koriand'r / Starfire
- Ryan Potter : Garfield « Gar » Logan / Beast Boy
- Conor Leslie : Donna Troy / Wonder Girl (épisodes 5, 9 à 13)
- Curran Walters : Jason Todd / Red Hood
- Minka Kelly : Dawn Granger / Dove (épisodes 2 à 4)
- Alan Ritchson : Hank Hall / Hawk (épisodes 2, 3 et 9)
- Joshua Orpin : Conner Kent / Superboy
- Savannah Welch : Barbara Gordon
- Vincent Kartheiser : Dr Jonathan Crane / L'Épouvantail
- Damaris Lewis : Komand'r / Blackfire (à partir de l'épisode 4)

### Acteurs récurrents
- Iain Glen : Bruce Wayne
- Jay Lycurgo : Tim Drake
- McKinley Freeman : Justin Cole

### Invités
- Wendy Crewson : Valeska
- Karen Robinson : Vee
- Paulino Nunes : Sanchez
- Eve Harlow : Molly Jensen
- Krista Bridges : Dr. Leslie Tompkins
- Dylan Trowbridge : Pete Hawkins
- Dov Tiefenbach : Gizmo
- Ryan Allen : Jack Drake
- Chantria Tram : Janet Drake
- Rose Napoli : Trina Holmes
- Anthony J. Mifsud : Santiago Perez
- Danny Smith : Tod
- Kris Siddiqi : Dr. Artie Kind
- Sharon Ferguson : Queen Luand'r
- Kimberly-Sue Murray : Lady Vic

## Liste des épisodes

### Épisode 1:Barbara Gordon
- États-Unis /  Canada : 12 août 2021 sur HBO Max (première diffusion)
- France : 8 décembre sur Netflix

### Épisode 2:Red Hood
- États-Unis /  Canada : 12 août 2021 sur HBO Max (première diffusion)
- France : 8 décembre sur Netflix

### Épisode 3:Hank & Dove
- États-Unis /  Canada : 12 août 2021 sur HBO Max (première diffusion)
- France : 8 décembre sur Netflix

### Épisode 4:Blackfire
- États-Unis /  Canada : 19 août 2021 sur HBO Max (première diffusion)
- France : 8 décembre sur Netflix

### Épisode 5:Lazarus
- États-Unis /  Canada : 26 août 2021 sur HBO Max (première diffusion)
- France : 8 décembre sur Netflix

### Épisode 6:Lady Vic
- États-Unis /  Canada : 2 septembre 2021 sur HBO Max (première diffusion)
- France : 8 décembre sur Netflix

### Épisode 7:51%
- États-Unis /  Canada : 9 septembre 2021 sur HBO Max (première diffusion)
- France : 8 décembre sur Netflix

### Épisode 8:Origines
- États-Unis /  Canada : 16 septembre 2021 sur HBO Max (première diffusion)
- France : 8 décembre sur Netflix

### Épisode 9:Les âmes
- États-Unis /  Canada : 23 septembre 2021 sur HBO Max (première diffusion)
- France : 8 décembre sur Netflix

### Épisode 10:Eaux troubles
- États-Unis /  Canada : 30 septembre 2021 sur HBO Max (première diffusion)
- France : 8 décembre sur Netflix

### Épisode 11:Crane
- États-Unis /  Canada : 7 octobre 2021 sur HBO Max (première diffusion)
- France : 8 décembre sur Netflix

### Épisode 12:Prodigue
- États-Unis /  Canada : 14 octobre 2021 sur HBO Max (première diffusion)
- France : 8 décembre sur Netflix

### Épisode 13:Pluie violette
- États-Unis /  Canada : 21 octobre 2021 sur HBO Max (première diffusion)
- France : 8 décembre sur Netflix